# آکروپولیس
آکروپولیس (Ακρόπολη Αθηνών؛ به زبان یونانی قدیم: بلندشهر یا دژشهر) در شمال شرقی پارتنون در آتن، پایتخت یونان و در مرتفع‌ترین نقطه دشت و ۱۵۰ متر بالاتر از سطح دریا قرار دارد. مجموعه تاریخی آکروپولیس برای مردم یونان یک نماد ملی است بر همین اساس هر شهر یونان باستان دارای آکروپولیس معادل دژ یا قلعه مستحکم بوده‌است. این مجموعه با دقت و ظرافت بسیار دقیق هندسی و ریاضی ساخته شده‌است.

## آکروپولیس شهر آتن
آکروپولیس یونان معروف به آکروپولیس، به معنای شهر مرتفع یا صخره مقدس که در یونان و تمام دنیا فراوان است. اگر چه آکروپولیس‌های دیگری در یونان قرار دارد، اهمیت این آکروپولیس آنقدر زیاد است که نام آکروپولیس به عنوان اسم خاص مربوط به همین مکان است. آکروپولیس رسماً به عنوان بنای برجسته در میراث فرهنگی اروپا در ۲۶ مارس ۲۰۰۷ (۶ فروردین ۱۳۸۶) به ثبت رسیده‌است. آکروپولیس بر روی یک تپه سنگی صاف که دارای ۱۵۰ متر ارتفاع از سطح دریاست در داخل شهر آتن یونان بنا گردیده‌است. قبلاً این بنا به نام «سکروپیا» مشتق از نام افسانه‌ای مرد ماری، به نام ککروپس یا سکروپس اولین پادشاه آتن نامیده می‌شد.
بخش اعظم این بنا در سال‌های ۴۶۱ تا ۴۲۹ پیش از میلاد، در زمان فرمانروایی پریکلس و هم‌زمان با روزهای شکوفایی فکری و هنری آتن، روی بخش آهکی تخت آتن ساخته شد. پس از آن و در دوره‌های مختلف بعضی از بناهای آکروپلیس به شکل قصرهای فلورانسی، مسجدهای اسلامی و حرم‌های ترکی تغییر شکل دادند. این مکان طعم تلخ جنگ را نیز چشیده‌است: هنگامی که سربازهای بریتانیایی در سال ۱۹۴۴ سلاح‌های خود را در میان ستون‌های پارتنون مستقر کردند. امروزه معبد ارختنوم و شهر آکروپولیس با تلاش‌های فراوان بخش حفاظت منابع طبیعی به شکل کامل بازسازی شده‌است و بازسازی پارتنون و پیش‌دروازه در آخرین مراحل خود به سر می‌برد. حتی با وجود اینکه بازسازی آکروپلیس تقریباً رو به اتمام است، این شهر قدیمی همچنان یاد خدایان و اساطیری را که روزی پرستیده می‌شدند برای شما زنده خواهد کرد.

## تاریخچه

### شغل ابتدایی بشر
اولین دست‌ساخته بشر مربوط به بخش میانی دوران نو سنگی در بالای این تپه است، بلاشک شغل بنیادین و اساسی و اولیه بشر کارگری یا به طور مزد-بگیری بردگی بوده است. پدران و مردان یک خانواده یا بزرگان و فرمانروایان یک قبیله و نهایتاً به وسعت اوّلین تمدن‌هایی مثل تمدن سند و بین النهرین(میان رودان) به شکار حیواناتی همچون گاومیش، ببر، ماموت و فیل های اولیه و نیز جاندارانی که از ابتداء اهلی بوده یا شدند بعنوان یک وظیفه بیشتر مردانه می‌پرداختند تا در نتیجه خوراک پروتئینی و گوشتی خانه هایی که به شکل کپر از پوست ضخیم برخی حیوانات به خصوص ماموت های شکار شده، بدست آمده و با مهندسی معماری بنیادین و مبتدی ساخته بودند، تهیه می گشتند. شاید بتوان مهندسی سازه و معماری را اولین مشاغل ذهنی و مبتکرانه محسوب کرد. همچنین در کنار آن دامپروری و دامپزشکی! و نیز علوم کشاورزی، آب و خاک پیشرو بوده‌اند، از حسابان و علوم سیاسی در حد و حدود همان زمانها نمی توان چشم‌پوشی کرد. در آن زمانها همچنین خوراکی که از طریق کشاورزی در کنار رودهایی خصوصاً در اوایل فرات و دجله و سند و اروند به شیوه آبیاری غالباً با آب آن رودها رشد می کرد مانند سیب زمینی و گوجه فرنگی بدست می‌آمد. مدارکی نیز دربارهٔ امکان وجود ساکنینی در بنای آتیک (اتاق کوچک زیر شیروانی) وجود دارد که مربوط به آغاز دوران نوسنگی - هزاره ششم پیش از میلاد می‌باشد. اطلاعات مشکوکی نیز حکایت‌کننده آن است که یکی از اهالی «مای سنی» که با ایجاد بناهای پادشاهی برای خود و خانواده و پایه‌گذاری آیین دینی و ایجاد معابد، تعدادی کارگاه و سکونت دادن به گروهی از مردم عادی در این مکان یعنی بالای این تپه تشکیلاتی راه انداخته‌است. این مجموعه با دیواره‌ای به قطر ۴٫۵ تا ۶ متر محصور گردیده بود که دروازه مایل با جان‌پناه و برخی را که از دست راست واردشوندگان غریبه را آویزان می‌نمود و بنابراین وسایلی برای دفاع به‌شمار می‌رفت. در بخش شمالی دو راه پله تنگ با شیب زیاد بود که در بین صخره ایجاد شده بود.
هومر مورخ یونانی به این محکم‌سازی ساختمانی با نام «خانه‌ای قوی ارچ توس» اشاره می‌نماید. این در زمانی بود که زلزله در ضلع شمال شرقی شکافی ایجاد کرد که تا بخش خاکی زمین ادامه یافت و در آن آب جمع می‌شد. در این بخش پله‌هایی استادانه ساخته شد و به‌عنوان بخش محافظت‌شده آب آشامیدنی استفاده می‌شد که در اعصار بعد از ارزشی برخوردار نبود.

### دوران‌های تاریک و نامعلوم

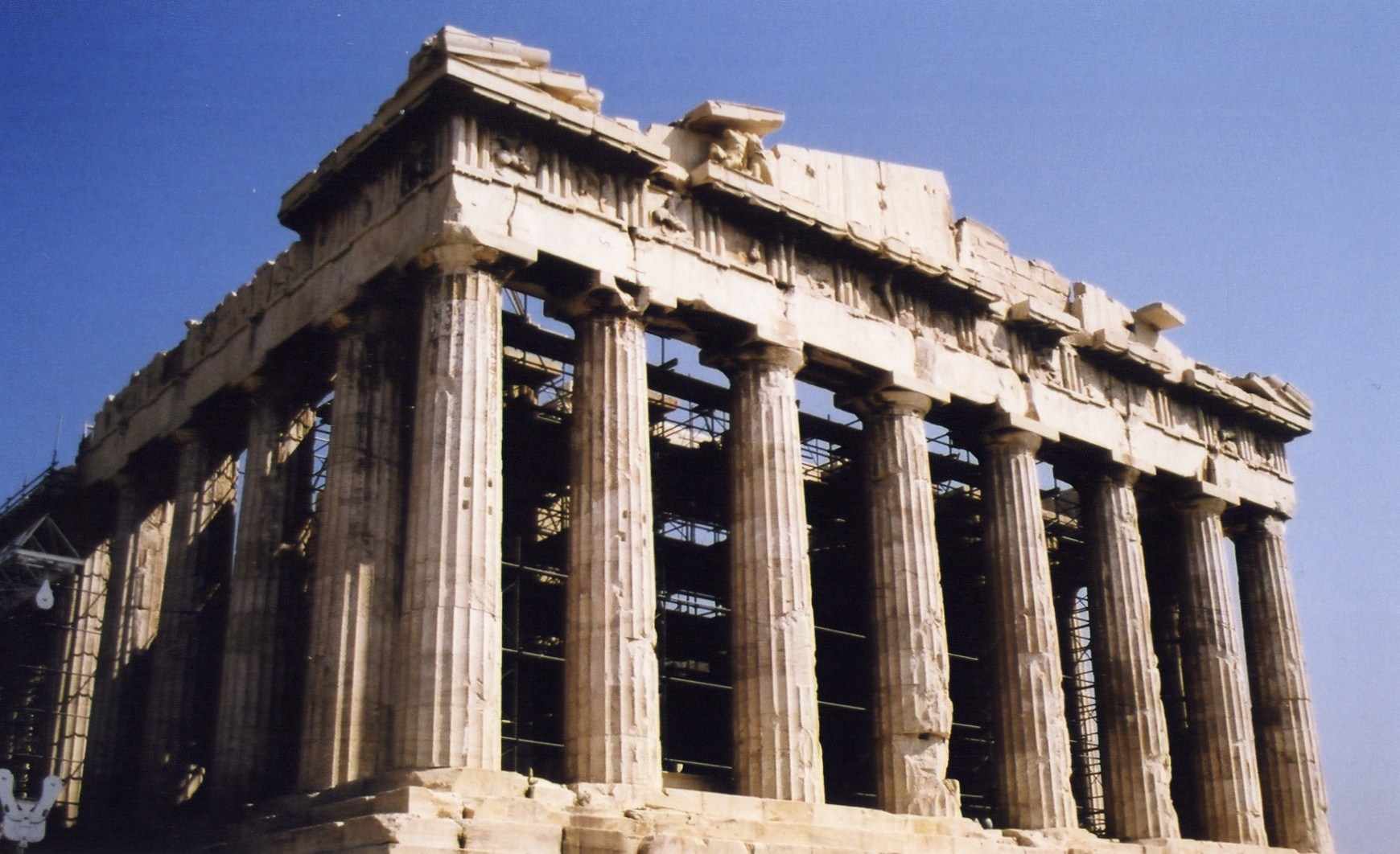
طرف غربی پارتنون در آکروپلیس آتن.

احتمال می‌رود که آکروپلیس مؤثر از انهدام قصرهای مای سنی‌ها باشد، زیرا در این بنا هیچ اثری از آتش‌سوزی و تخریب عمده یک بنای ساخته آن زمان وجود ندارد. بر اساس عقیده ساکنین آتن این منطقه در مقابل تهاجم «دوریان»ها با موفقیت دفاع کرد. اطلاعات باستانی زیادی در مورد موقعیت ساختمان روی این صخره وجود ندارد، غیر از آن که آکروپلیس یک بار توسط کایلون در شورش کایلونی‌ها و دو بار توسط پیسی استراتوس فتح شد که این عملیات طی سلطه یافتن با کودتا محقق گردید. به نظر می‌رسد که دیوار ۹ دروازه‌ای یا «انه آپیلون» در اطراف بزرگ‌ترین چشمه یعنی «کلپسیدرا» در پای شمال غربی ساخته شده بود. در آغاز همان «پیسی استراتوس» بود که مرزی را برای آرتمیس (الهه ماه و شکار) بنا نمود.

### آکروپولیس باستانی
یک معبد مقدس به نام «آتنا پولیاس» (بانوی محافظ شهر) در سده ششم قبل از میلاد مسیح بنا گردید. این ساختمان سنگ آهکی دوریسی که از آن آثار مقدس فراوانی به‌جا مانده‌است به نام معبد «ریش آبی» معروف گردید، که وجه تسمیه آن وجود ستون مجسمه سه‌گانه انسان و مار بوده‌است که ریش‌های آن رنگ آبی سیر داشته‌اند. موضوع این که این معبد جانشین یک معبد قدیمی شده‌است یا صرفاً مکان مقدس یا قربانگاه بوده به درستی معلوم نیست. ۶ قرن قبل از میلاد مسیح معبد دیگری به نام آرکایوس نائوس (معبد قدیمی) ساخته شد. تصور می‌رود که بناهای «دورپ فلد» متعلق به این معبد باشد که به افتخار پولیاس مقدس ساخته شده بود، بلکه به‌خاطر آتنا پارتنون مقدس ایجاد گردیده بود و لااقل در حد قدمت معبد ریش آبی وجود داشته و مشخص نیست که این معابد چه مدت با هم وجود داشته‌اند.
امروزه گفته می‌شود که معبد ریش آبی به علت اولین حمله هخامنشیان به یونان ویران شد و با معبد بزرگ‌تر و از جنس سنگ مرمر به نام «پارتنون قدیمی» جانشین شده و بنای آن پس از پیروزی ماراتون در ۴۹۰ قبل از میلاد مسیح آغاز شد. برای وفق دادن آن باید گفت که بخش جنوبی قله از بقایای قدیمی پاکسازی شده و تعداد ۸۰۰۰ بلوک سنگ دو تنی از جنس آهک در بنای «پیرائوس» به‌کار رفت. شالوده آن در بعضی نقاط ۱۱ متر عمق داشت و بقیه با خاک برای تثبیت دیوار پر شد. دروازه «مای‌سنی‌ها تخریب گردید و بنای پروپیلون قدیم» جانشین شد که یک بنای ستون‌دار بود و هدف آن به جای موارد دفاع، به جشن‌ها و مراسم اختصاص داشت.
در سال ۴۸۰ قبل از میلاد، ایرانیان بار دیگر حمله کردند و پارتنون قدیم و تقریباً هر بنای دیگر در آکروپولیس را سوزانده و غارت کردند. برای جلوگیری از تلفات بیشتر، آتنی‌ها مجسمه‌های باقی‌مانده را در داخل غارهای طبیعی دفن کردند و دو استحکامات جدید، یکی از سمت شمالی صخره و دیگری در جنوب آن ساختند.

### برنامه ساختمان پریکلس

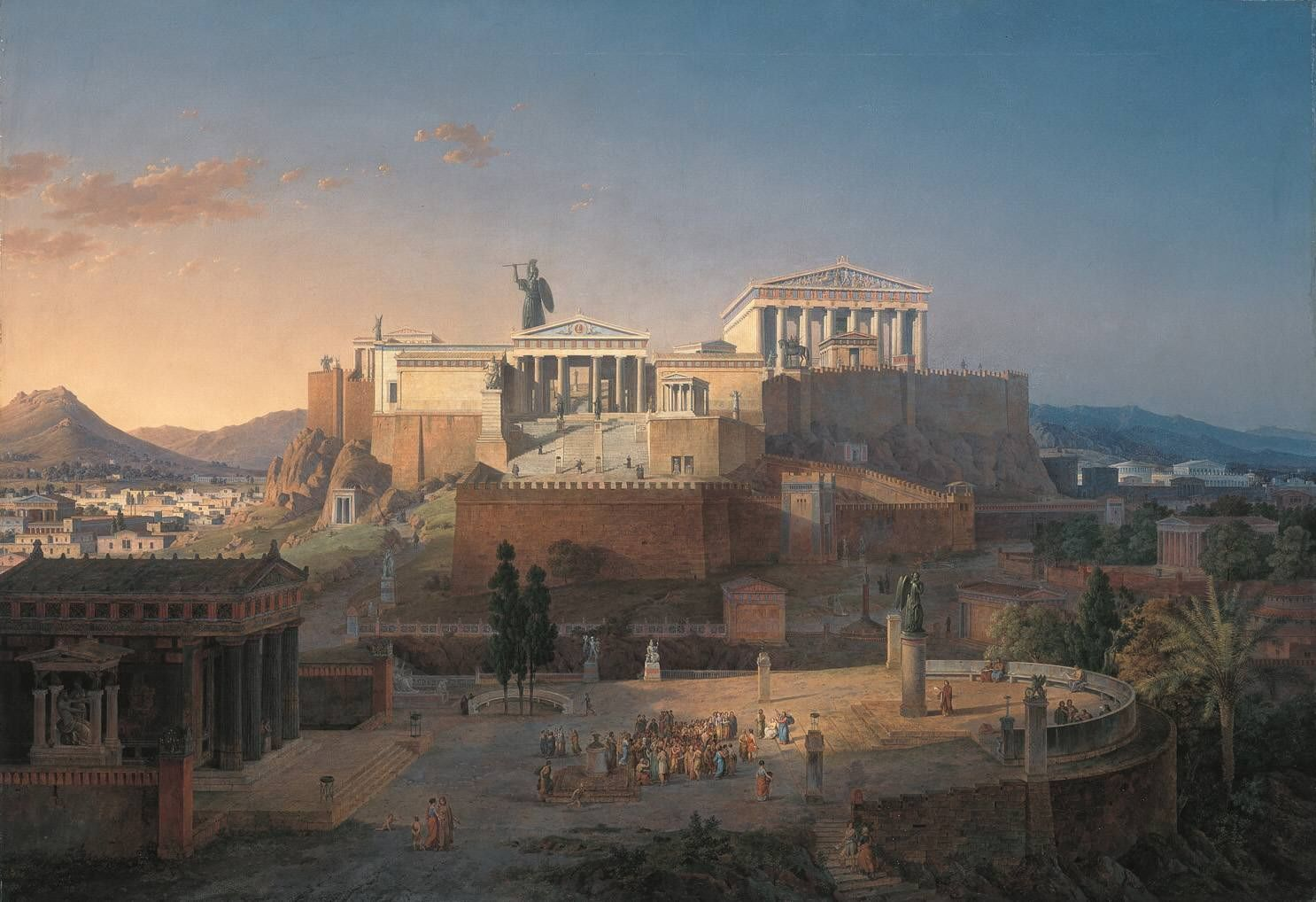
تصور شکل اصلی آکروپلیس در یک نقاشی ۱۸۴۶ توسط لئو ون کلنز

در عصر طلایی آتن (۴۳۰ تا ۴۶۰ قبل از میلاد مسیح) اکثر معابد بزرگ با مدیریت پریکلس بازسازی شدند.
«فیدیاس» مجسمه‌ساز بزرگ، ایکتینوس و کالی کراتس از معماران معروف و مسئول تجدید بنای ساختمان‌ها بوده‌اند. در طول قرن ۵ قبل از میلاد آکروپلیس شکل نهایی خود را پیدا کرد. پس از پیروزی «آوری مدون» در سال ۴۶۸ قبل از میلاد، «سیمون» و «تمیستوکلز» بازسازی دیوارهای بخش جنوبی و شمالی را به‌عهده گرفتند و پریکلس امر ساختن پارتنون را به «ایکتینیوس» و «فیدیاس» واگذار نمود.
در ۴۳۷ قبل از میلاد مسیح منیکلز ساختمان «پروپیلاآ» را آغاز نمود که دارای ستون‌های مرمر بوده و بخشی از آن بر روی بنای دیکتاتور آتن «پی‌سیس‌تراتوس» ساخته شد. این بنای ستون‌دار در حدود سال ۴۳۲ قبل از میلاد به پایان رسید و شامل دو بال بود که بخش شمالی گالری نقاشی و در بخش جنوب این ساختمان معبد دارای سر ستون «معبد آتنا نایک» بوده‌است. پس از جنگ پلوپونزی، ساخت معبد در زمان صلح «نیسیاس» معبد در سال‌های بین ۴۲۱ و ۴۱۵ قبل از میلاد به پایان رسید. در همین دوران ساختمان «ارکتیوم» که مجموعه‌ای از معابد «آتناپولیاس»، «پوسیدون»، «ارکتئوس»، «سکروپ»، «ارس»، «پاندروسوس» و «آنگاروس» که با نام «کورپورک» بود آغاز گردید.
بین معبد «آتنا نایک» و «پارتنون»، معبد «برارونیون» قرار گرفته که الهه‌ای به‌شکل خرس است «زوآنون» یک الهه است که مجسمه آن ۴ قرن قبل از میلاد مسیح ساخته شده‌است.
در پشت راهروی «فیدیاس» یک مجسمه عظیم برنزی از «آتنا پروماکوس» (یعنی جنگجوی خط اول) در سال‌های ۴۴۸ و ۴۵۰ قبل از میلاد ساخته و نصب شده‌است. پایه آن ۱٫۵متر و کل ارتفاع آن ۹ متر است.

## بقایای باستان‌شناسی
ورودی آکروپلیس دروازه‌ای به نام «پروپیل‌آ» می‌باشد. ته طرف جنوب ورودی یک معبد کوچک از «آتنانایک» قرار دارد. یک مجسمه برنزی از آتنا که توسط «فی‌دیاس» تراشیده شده در مرکز کار گذاشته شده‌است. در مرکز آکروپلیس پارتنون یا معبد «آتنا پارتنوس» قرار دارد. در بخش شرق و شمال پارتنون معبدی به نام «ارکتیوم» واقع شده و جنوب سکو که فرم دهنده بالای آکروپلیس است بقایای تئاتر روباز به نام «تئاتر دیونی سوس» ساخته شده‌است. چند صد متر جلوتر، «تئاتر هرودس آتیکوس» قرار گرفته که بخشی از آن مرمت شده‌است.

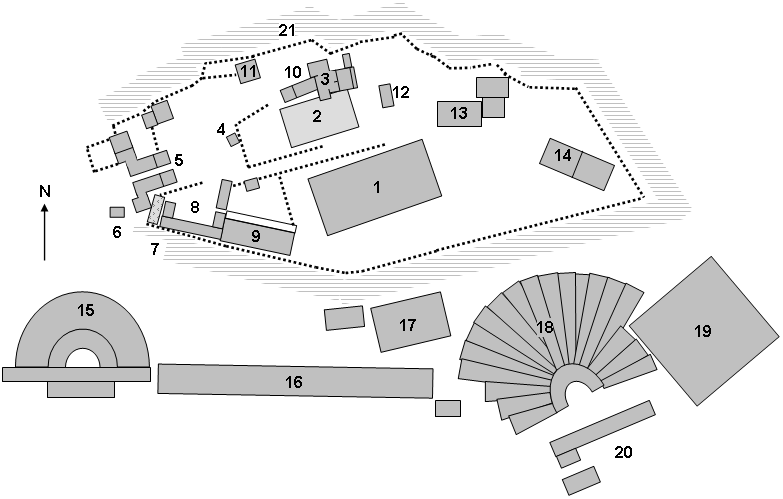
سایت پلان آکروپلیس آتن، بقایای بزرگ باستان‌شناسی نشان داده می‌شوند

### سایت پلان
1. پارتنون
2. Old Temple of Athena
3. Erechtheum
4. Statue of Athena Promachos
5. پیش‌دروازه
6. Temple of Athena Nike
7. Eleusinion
8. Sanctuary of Artemis Brauronia or Brauroneion
9. Chalkotheke
10. Pandroseion
11. Arrephorion
12. Altar of Athena
13. Sanctuary of Zeus Polieus
14. Sanctuary of Pandion
15. نوازشگاه هِرودس آتیکوس
16. Stoa of Eumenes
17. Sanctuary of Asclepius or Asclepieion
18. Theatre of Dionysus Eleuthereus
19. Odeon of Pericles
20. Temenos of Dionysus Eleuthereus
21. Aglaureion

## اهمیت فرهنگی
هر چهار سال یک بار آتنی‌ها یک جشنواره به نام «پاناتنی‌آ» برگزار می‌کنند که با بازی‌های المپیک معروف رقابت می‌کند. در طول جشنواره، یک حرکت دسته جمعی از میان آتن به آکروپلیس بالا می‌رود و وارد پارتنون می‌شود (به همان شکلی که روی کتیبه‌ای که روی قسمت داخلی پارتنون نشان داده‌است). در آنجا، یک لباس بلند بافتنی پشمی (پپلوس) به‌طور رسمی روی فیدیاس عاج بزرگ فیل و تندیس طلایی از آتنا قرار گذاشته شده.